# Verbove, Bârzula
Verbove (în ucraineană Вербове) este un sat în comuna Ananiev din raionul Bârzula, regiunea Odesa, Ucraina.

## Demografie
Componența lingvistică a localității Verbove
     Ucraineană (91,18%)
     Română (7,35%)
     Rusă (1,47%)
Conform recensământului din 2001, majoritatea populației localității Verbove era vorbitoare de ucraineană (91,18%), existând în minoritate și vorbitori de română (7,35%) și rusă (1,47%).